# Kanzel (Haunsheim)

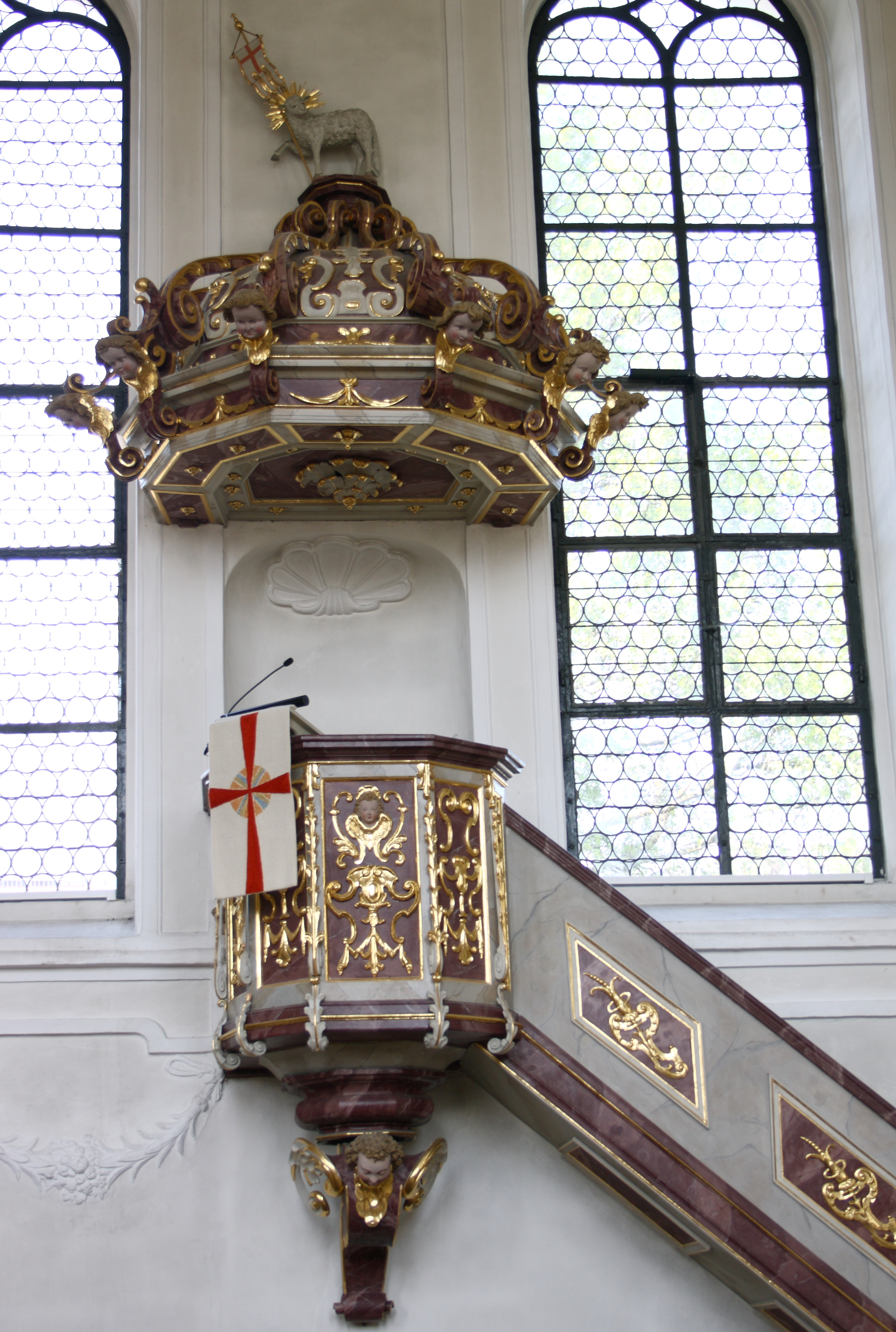
Kanzel in Haunsheim

Die Kanzel in der evangelisch-lutherischen Dreifaltigkeitskirche in Haunsheim, einer Gemeinde im Landkreis Dillingen an der Donau im bayerischen Regierungsbezirk Schwaben, wurde zu Beginn des 17. Jahrhunderts geschaffen. Die Kanzel ist ein Teil der als Baudenkmal geschützten Kirchenausstattung.
Die hölzerne Kanzel im Stil der Renaissance wurde vermutlich nach einem Entwurf von Joseph Heintz geschaffen. Der sechsseitige Kanzelkorb mit einer großen Volutenkonsole mit einem geflügelten Engelskopf ist mit vergoldeten Schnitzornamenten versehen.
Auf dem achteckigen Schalldeckel thront das Lamm Gottes mit Siegesfahne und Strahlenkranz. Die sechs Ecken des Schalldeckels sind mit Engelsköpfen verziert.

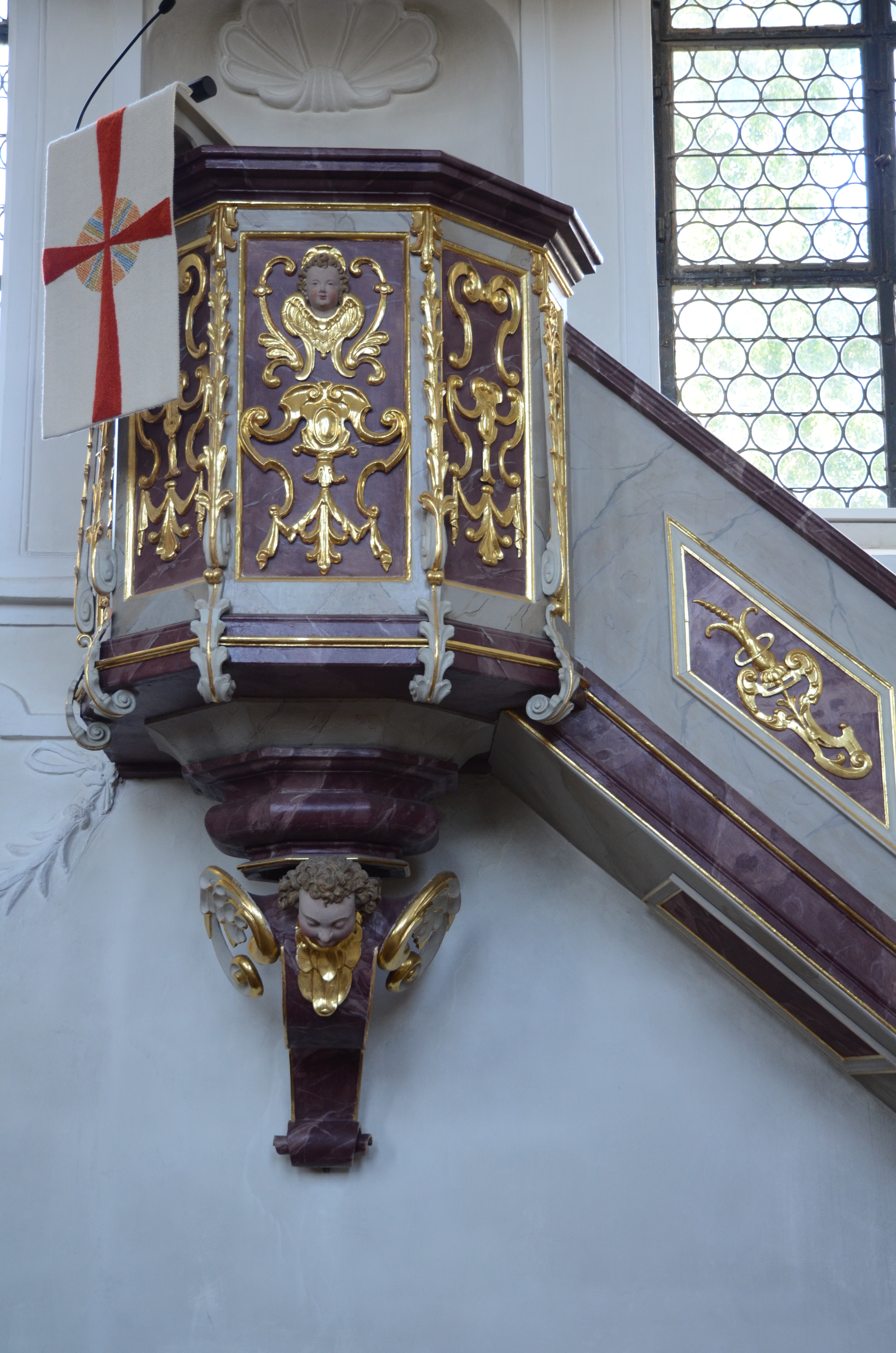
Kanzelkorb
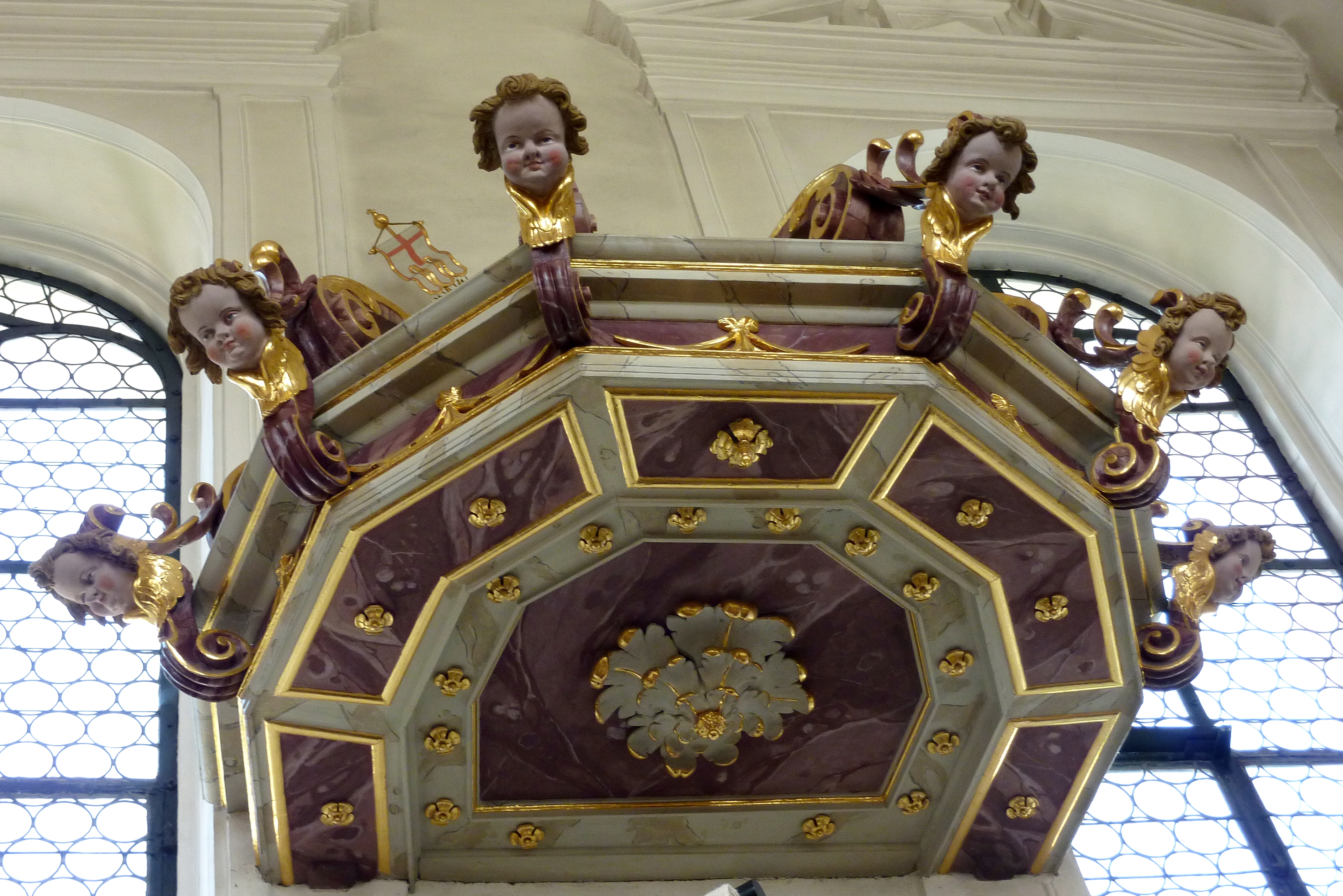
Schalldeckel
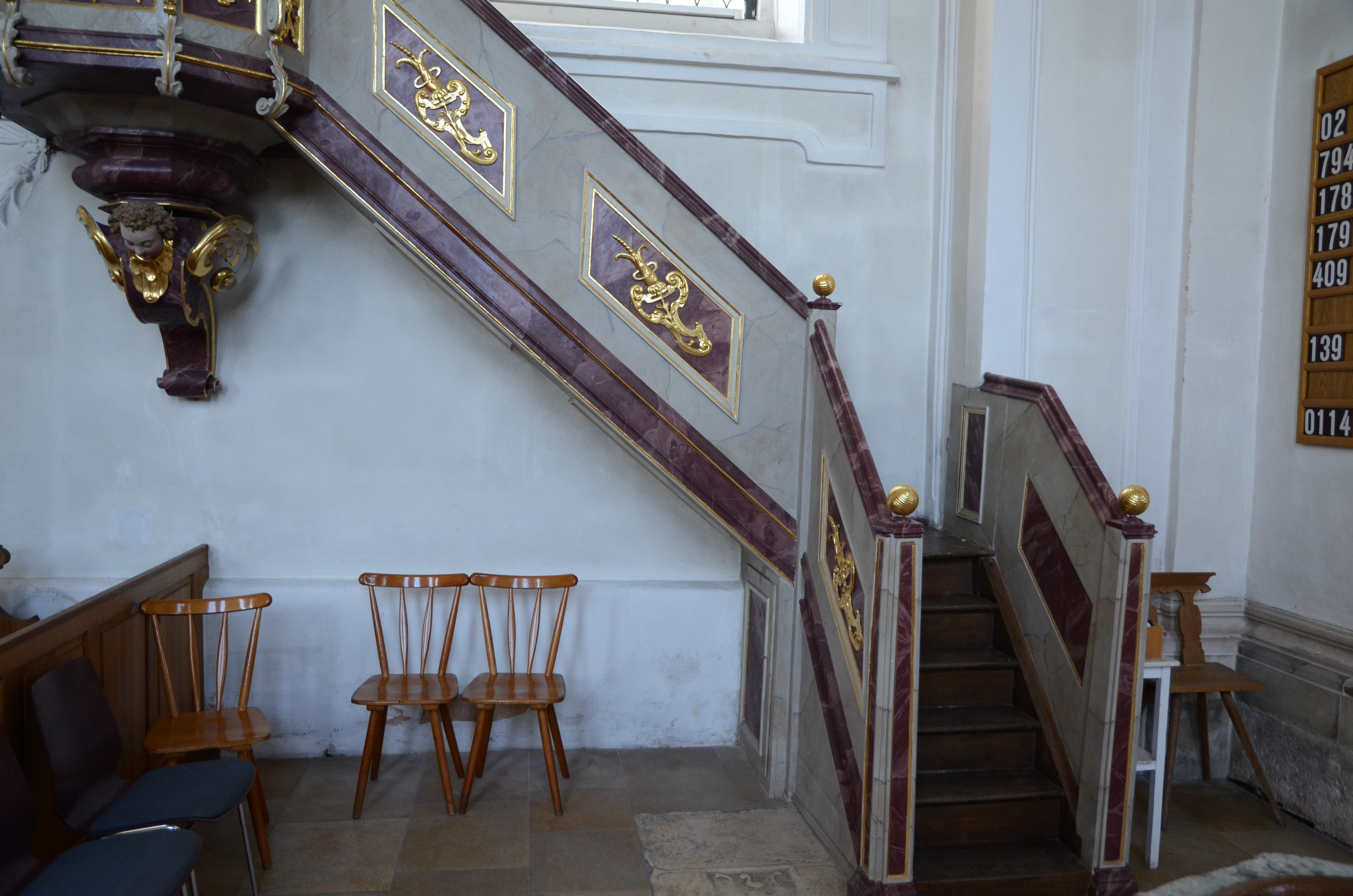
Kanzeltreppe
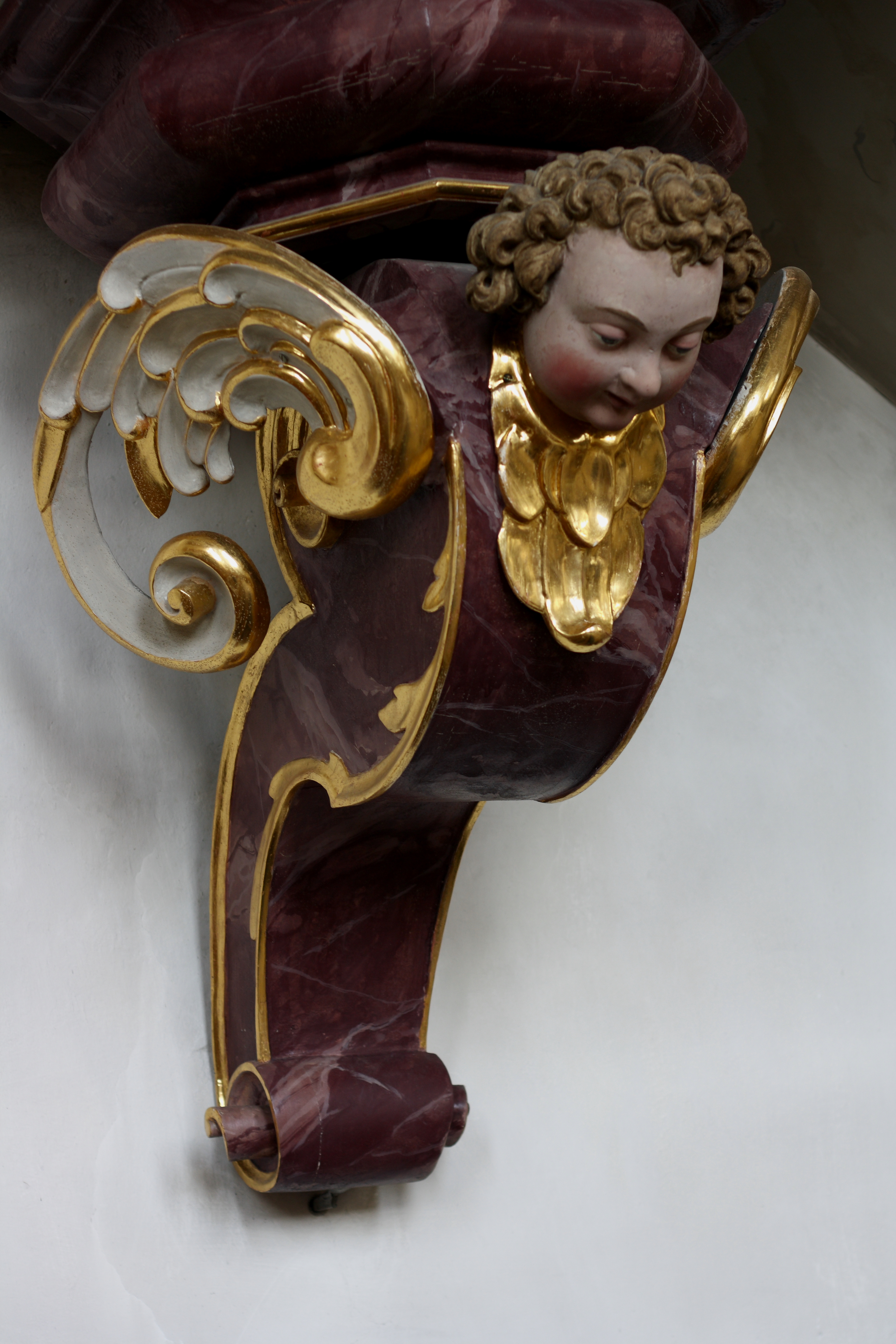
Engel am Kanzelfuß